# فین لید
فین لید (انگلیسی: Finn Lied; زاده ۱۲ آوریل ۱۹۱۶ – درگذشته ۱۰ اکتبر ۲۰۱۴) سیاست‌مدار اهل نروژ بود.